# Горлівський інститут іноземних мов
Горлівський інститут іноземних мов Державного вищого навчального закладу «Донбаський державний педагогічний університет» — державний вищий заклад освіти III—IV рівнів акредитації у місті Бахмут.

## Історія

### Заснування інституту
Восени 1949 року на базі Білоцерківського педагогічного училища було створено вчительський інститут іноземних мов. Завданням нового навчального закладу була підготовка вчителів англійської та французької мов для 5—7 класів загальноосвітньої школи. А вже у 1953—1954 навчальному році на базі вчительського інституту було організовано Білоцерківський педагогічний інститут іноземних мов, у якому працювало 39 викладачів. Директором інституту було призначено Карпа Кириловича Швачка — кандидата філологічних наук, спеціаліста з української мови.
9 вересня 1954 року Білоцерківський педагогічний інститут іноземних мов було переведено з міста Біла Церква Київської області до міста Горлівка Сталінської (нині Донецької) області й названо: Горлівський педагогічний інститут іноземних мов, який став першим вищим навчальним закладом в місті Горлівка.

### Розбудова інституту у місті Горлівка
Для швидшого і продуктивнішого засвоєння іноземної мови, окрім практики мови і вивчення різних теоретичних особливостей її застосування студенти вивчали історію, побут, звичаї народу — її носія в межах країнознавства та історії мови. 
Набуття фаху вчителя іноземної мови тісно пов'язувалось з патріотичним та інтернаціональним вихованням, а також прищепленням художнього смаку. Кількість викладачів і студентів інституту з року в рік зростала, з'являлися кандидати наук.
Створення в Горлівці вищого навчального закладу, безумовно, вплинуло на громадське і культурно-спортивне життя міста. Так, була започаткована традиція проведення регулярних методичних семінарів з англійської та французької мов, які забезпечували кваліфіковану допомогу місцевим вчителям. 
Розумні й активні в навчанні студенти інституту творчо та цікаво почали підходили й до свого дозвілля. У 1962—1963 навч. році в інституті працювали гуртки художньої самодіяльності: хорового і сольного співу рідною та іноземними мовами, танцювальний, драматичний гуртки, духовий оркестр. Керівниками цих гуртків працювали спеціалісти з музики, співу і танців, викладачі спеціалізованих кафедр Горлівського педінституту. У ті ж 60-ті роки з числа студентів було підготовлено чимало спортсменів-розрядників з видів спорту культивованих в інституті: футбол, волейбол, баскетбол, гімнастика, легка атлетика, гандбол, стрільба, туризм, настільний теніс. Насолодитися ж канікулами та відпустками студенти та викладачі могли у мальовничому куточку Донецької області на березі річки Сіверський Донець, де у липні 1963 р. організовано спортивно-оздоровчий табір, в якому вперше відпочили 50 студентів. На початку свого існування «Альтаїр» функціонував як наметове містечко, але поступово його було комфортабельно облаштовано різними будівлями.
Наприкінці 70-х років було запроваджено перехід Горлівського педінституту на підготовку вчителів за двома спеціальностями: «учитель англійської і німецької мови» та «учитель французької та німецької мови» з терміном навчання на обох факультетах — 5 років. Перший випуск фахівців з двох мов на факультетах англійської та французької мов відбувся у 1979 р.
Розбудова Горлівського державного педагогічного інституту іноземних мов проходила під керівництвом сумлінних і талановитих особистостей: кандидата філологічних наук Швачко Карпа Кириловича (ректор ГДПІІМ 1953—1975), кандидата педагогічних наук, доцента Іваненко Галини Сергіївни (ректор ГДПІІМ 1975—1982), кандидата історичних наук, доцента Кліцакова Івана Олексійовича (ректор ГДПІІМ 1982—2001). Протягом 80—90-х рр. в інституті зросла кількість студентів, відкрито нові спеціальності та факультети, збільшилась кількість викладачів і співробітників, в тому числі фахівців найвищої кваліфікації. З'явились штатні доктори наук, зміцніли міжнародні зв'язки.
Починаючи з 1992 р. між ГДПІІМ та Південним університетом (США) була розроблена угода про співробітництво у галузі навчального процесу та встановлення прямих культурних, наукових контактів з викладачами університету. 
Розвиваються зв'язки з Німеччиною, насамперед з представництвом Гете-інституту в Києві. Факультет німецької мови отримує довідкову, наукову, навчальну літературу з Німеччини.
 2007—2008 рр. розпочався взаємний обмін делегаціями студентів та викладачів з Краківською академією ім. Анджея Фрича Моджевського на основі підписаних угод про співпрацю та обмін студентами і викладачами.
У 2001 році на зборах трудового колективу ректором інституту було обрано професора, доктора історичних наук Докашенка Віктора Миколайовича. 
З 2012 року інститут входить до складу Донбаського державного педагогічного університету як відокремлений структурній підрозділ «Горлівський інститут іноземних мов».
Через війну на сході України, 10 листопада 2014 року інститут був евакуйований до міста Бахмут Донецької області. Евакуйований з Бахмута 7 квітня 2022 року.

## Інститут під час війни
З листопада 2014 по квітень 2022 Інститут був розташований у місті Бахмут Донецької області. Не дивлячись на те, що майже вся матеріально-технічна база, а саме 6 корпусів та 4 гуртожитки, залишилася у Горлівці, інститут активно розвивається та рухається уперед під керівництвом кандидата філологічних наук, доцента Бєліцької Євгенії Миколаївни.
У цей час робота інституту велася у двох корпусах: навчальний (вул. Садова 78-а) та адміністративному (вул. В. Першина 24), де активно відновлюється матеріальна база, зокрема вже відремонтовано багато приміщень, два комп'ютерних класа, ресурсний центр, бібліотека.
З 2022 року ГІІМ перейшов на дистанційну форму навчання.

## Факультети
Сьогодні навчання ведеться на наступних факультетах:

### Факультет соціальної та мовної комунікації
Факультет було засновано у листопаді 2014 році, після переміщення Горлівського інституту іноземних мов Державного вищого навчального закладу «Донбаський державний педагогічний університет» з тимчасово непідконтрольного Україні міста Горлівки до міста Бахмута, шляхом злиття студентів та випускових кафедр факультету слов'янських та германських мов та гуманітарного факультету.
До структури факультету соціальної та мовної комунікації сьогодні входять кафедри:
- вітчизняної та зарубіжної історії
- української філології
- англійської філології та перекладу
- мовознавства та російської мови
- психології та педагогіки

### Факультет романо-германських мов
Факультет романо-германських мов утворився на базі факультетів англійської, французької та німецької мов 2014 року у зв'язку з суспільно-політичною ситуацією, що змусила Горлівський інститут іноземних мов Державного вищого навчального закладу «Донбаський державний педагогічний інститут», а з ним і факультети, змінити юридичну адресу з міста Горлівка на місто Бахмут.
Факультет романо-германських мов складається з наступних кафедр:
- кафедра германської філології;
- кафедра французької та іспанської мов;
- кафедра зарубіжної літератури;

## Освітній центр «Донбас— Україна»
1 липня 2016 року на базі Горлівського Інституту іноземних мов ДВНЗ «ДДПУ» створено Освітній центр «Донбас — Україна». В Освітньому центрі «Донбас — Україна» організовується діяльність з реалізації Порядку прийому для здобуття вищої освіти осіб, місцем проживання яких є територія проведення антитерористичної операції. Центр створено спільно із загальноосвітніми навчальними закладами комунальної форми власності для проведення річного оцінювання та державної підсумкової атестації, замовлення та видачі документа державного зразка про базову або повну загальну середню освіту.

## Почесні доктори і випускники
- Давидова Вікторія Кирилівна. 1989 рік випуску. Радник з питань преси та інформації Українського представництва ЄС (Брюссель).
- Шитікова Світлана Петрівна. 1995 рік випуску. Голова ради Інституту лідерства, інновацій та розвитку, член Ради директорів Навчальної мережі глобального розвитку, директор Національного TEMPUS — офісу в Україні.
- Толкованов В'ячеслав Вікторович. 1997 рік випуску. — український державний та громадський діяч, політик, науковець, колишній голова Національного Агентства України з питань державної служби та директор Інституту проблем державного управління та місцевого самоврядування, доктор наук з державного управління, доктор з публічного права, професор.